# سكوت ميجر
سكوت ميجر (بالإنجليزية: Scott Major)‏ هو ممثل أسترالي، ولد في 4 يوليو 1975 بملبورن في أستراليا.

## وصلات خارجية
- سكوت ميجر على موقع IMDb (الإنجليزية)
- سكوت ميجر على موقع أول موفي (الإنجليزية)
- سكوت ميجر على موقع قاعدة بيانات الفيلم (الإنجليزية)
- سكوت ميجر على موقع كينوبويسك (الروسية)